# Los dioses
Los Dioses es un conjunto colaborativo de los cantantes puertorriqueños Anuel AA y Ozuna. fue publicado el 22 de enero de 2021 bajo la distribución de Real Hasta la Muerte y Aura Music.

## Antecedentes y lanzamiento
El álbum fue confirmado previamente por Ozuna en agosto de 2018 luego de que diera una entrevista para el canal de Rapetón. Consiste en el primer material de estudio colaborativo entre ambos artistas, anteriormente colaboraron en los temas «China» y «Adicto». El 19 de enero del 2021 se publicó la portada oficial del disco a través de las redes sociales de Ozuna. Ese mismo día se dio a conocer el enlace para poder pre-guardar el álbum antes de su salida.
El día de lanzamiento del material se publicaron para su promoción videos musicales de «Los Dioses», «Municiones» y «Antes», producciones grabadas en Miami, Florida, bajo la dirección de Fernando Lugo.

## Lista de canciones
| N.º | Título            | Escritor(es)                                                                                                   | Productor(es)                            | Duración |  |
| 1.  | «Los Dioses»      | Juan Carlos Ozuna, Emmanuel Gazmey, Hainze Arroyo, Felix Ozuna, Maka, Christian Adorno y Jesus Vazquez         | Lil Geniuz, Yo Poppy y EQ El Equalizer   | 4:38     |  |
| 2.  | «100»             | Emmanuel Gazmey Santiago, Juan Carlos Ozuna Rosado, Jesús Manuel Nieves Cortés y Marcos Efraín Masís Fernández | Tainy, MDLC y Mvsis                      | 3:35     |  |
| 3.  | «Antes»           | Eduardo Berrios, Gazmey, Ozuna, Rosado, Starlin Batista y Yazid Lopez                                          | Yazid, Legazzy y Dynell                  | 3:26     |  |
| 4.  | «Dime Tú»         | Gazmey, Rosado y Marcos Masis                                                                                  | Tainy                                    | 2:58     |  |
| 5.  | «RD»              | Daniel Oviedo, Gazmey, Ozuna y Rosado                                                                          | Ovy On The Drums                         | 3:18     |  |
| 6.  | «Nena Buena»      | Gazmey, Ozuna, Freddy Montalvo, Gabriel Quintero, Rosado y Jose Carlos Cruz                                    | Subelo Neo y Mikey Tone                  | 3:32     |  |
| 7.  | «Contra el Mundo» | Edgar Semper, Gazmey, Ozuna, Rosado, Kedin Maysonet, Luian Malave y Xavier Semper                              | DJ Luian, Mambo Kingz y Jowny            | 2:53     |  |
| 8.  | «Perreo»          | Gazmey, Rosado y Marcos Masis                                                                                  | Tainy                                    | 3:18     |  |
| 9.  | «Perfecto»        | E. Semper, Gazmey, Ozuna, Rosado, Maysonet, Malave y X. Semper                                                 | DJ Luian, Mambo Kingz y Jowny            | 4:16     |  |
| 10. | «La María»        | Gazmey, Ozuna, Rosado, Maka y Michael Hernandez                                                                | Foreign Teck, FortyOneSix y Pitt Tha Kid | 3:14     |  |
| 11. | «Nunca»           | Gazmey, Ozuna, Rosado, Michael Masis y Misael Reynoso                                                          | MDLC y Mvsis                             | 3:52     |  |
| 12. | «Municiones»      | Jairo Bascope, Anuel AA, Rosado, Gazmey, Ozuna, Jose Aponte y Carlos Mercader                                  | Hi Flow y Mercader                       | 2:56     |  |

## Posicionamiento en listas
| Listas (2020)                          | Mejor posición |
| -------------------------------------- | -------------- |
| España (PROMUSICAE)                    | 1              |
| Estados Unidos (Billboard 200)         | 10             |
| Estados Unidos (Top Latin Albums)      | 1              |
| Estados Unidos (Top Tastemaker Albums) | 9              |
| Suiza (Schweizer Hitparade)            | 17             |